# Moon Seon-min
Moon Seon-min (Seoel, 9 juni 1992) is een Zuid-Koreaans voetballer die doorgaans speelt als middenvelder. In januari 2025 verruilde hij Jeonbuk Motors voor FC Seoul. Moon maakte in 2018 zijn debuut in het Zuid-Koreaans voetbalelftal.

## Clubcarrière
Moon speelde voetbal bij de Janghoon High School en werd daarna via voetbaltalentenjacht The Chance van Nike opgenomen in de Nike Academy. Hij speelde hier in een team met onder meer Tom Rogić en David Accam. In 2012 werd Moon gescout door Graham Potter, coach van Östersunds FK, die vooral kwam kijken voor Accam. In 2014 werd de Zuid-Koreaan verkozen tot speler van jaar van Östersunds. Halverwege 2015 verkaste de middenvelder naar Djurgårdens IF, in eerste instantie op huurbasis en na een halfjaar definitief. Aan het einde van 2016 liet de Zuid-Koreaan zijn contract ontbinden bij Djurgårdens IF. Hierop keerde Moon terug naar zijn vaderland. Hij tekende een contract voor twee seizoenen bij Incheon United. In januari 2019 verkaste de vleugelspeler binnen Zuid-Korea naar Jeonbuk Motors. Tussen januari 2020 en juli 2021 was hij actief als huurling voor Gimcheon Sangmu. Moon verliet Jeonbuk Motors in januari 2025 om voor FC Seoul te gaan voetballen.

## Clubstatistieken
| Seizoen | Club              | Competitie  | Competitie | Competitie | Beker | Beker | Internationaal | Internationaal | Totaal | Totaal |
| Seizoen | Club              | Competitie  | Wed.       | Dlp.       | Wed.  | Dlp.  | Wed.           | Dlp.           | Wed.   | Dlp.   |
| ------- | ----------------- | ----------- | ---------- | ---------- | ----- | ----- | -------------- | -------------- | ------ | ------ |
| 2012    | Östersunds FK     | Division 1  | 15         | 2          | 2     | 0     | —              | —              | 17     | 2      |
| 2013    | Östersunds FK     | Superettan  | 25         | 2          | 0     | 0     | —              | —              | 25     | 2      |
| 2014    | Östersunds FK     | Superettan  | 25         | 5          | 0     | 0     | —              | —              | 25     | 5      |
| 2015    | Östersunds FK     | Superettan  | 16         | 1          | 0     | 0     | —              | —              | 16     | 1      |
| 2015    | → Djurgårdens IF  | Allsvenskan | 10         | 1          | 1     | 0     | —              | —              | 11     | 1      |
| 2016    | Djurgårdens IF    | Allsvenskan | 10         | 1          | 0     | 0     | —              | —              | 10     | 1      |
| 2017    | Incheon United    | K League 1  | 30         | 4          | 0     | 0     | —              | —              | 30     | 4      |
| 2018    | Incheon United    | K League 1  | 37         | 14         | 1     | 0     | —              | —              | 38     | 14     |
| 2019    | Jeonbuk Motors    | K League 1  | 32         | 10         | 0     | 0     | 5              | 1              | 37     | 11     |
| 2020    | → Gimcheon Sangmu | K League 1  | 20         | 5          | 0     | 0     | —              | —              | 20     | 5      |
| 2021    | → Gimcheon Sangmu | K League 2  | 1          | 0          | 0     | 0     | —              | —              | 1      | 0      |
| 2021    | Jeonbuk Motors    | K League 1  | 19         | 3          | 0     | 0     | —              | —              | 19     | 3      |
| 2022    | Jeonbuk Motors    | K League 1  | 23         | 1          | 2     | 0     | 9              | 3              | 34     | 4      |
| 2023    | Jeonbuk Motors    | K League 1  | 34         | 6          | 4     | 1     | 6              | 4              | 44     | 11     |
| 2024    | Jeonbuk Motors    | K League 1  | 29         | 6          | 3     | 1     | 5              | 3              | 37     | 10     |
| 2025    | FC Seoul          | K League 1  | 0          | 0          | 0     | 0     | —              | —              | 0      | 0      |
| Totaal  | Totaal            | Totaal      | 326        | 61         | 13    | 2     | 25             | 11             | 364    | 74     |

Bijgewerkt op 3 januari 2025.

## Interlandcarrière
Moon maakte zijn debuut in het Zuid-Koreaans voetbalelftal op 28 mei 2018, toen met 2–0 gewonnen werd van Honduras. Son Heung-min opende de score en Moon tekende voor de tweede treffer. Hij mocht van bondscoach Shin Tae-yong als basisspeler aan het duel beginnen en hij speelde de volledige negentig minuten mee. De andere debutanten dit duel waren Lee Seung-woo (Hellas Verona) en Oh Ban-suk (Jeju United).
Moon werd in juni 2018 door Shin opgenomen in de selectie van Zuid-Korea voor het wereldkampioenschap in Rusland Hier werd de selectie in de groepsfase uitgeschakeld. Zuid-Korea verloor van achtereenvolgens Zweden (0–1) en Mexico (1–2), maar won in het afsluitende groepsduel met 2–0 van titelverdediger Duitsland. Moon speelde mee tegen Mexico en Duitsland.
| Interlands van Moon Seon-min voor Zuid-Korea | Interlands van Moon Seon-min voor Zuid-Korea | Interlands van Moon Seon-min voor Zuid-Korea | Interlands van Moon Seon-min voor Zuid-Korea | Interlands van Moon Seon-min voor Zuid-Korea | Interlands van Moon Seon-min voor Zuid-Korea | Interlands van Moon Seon-min voor Zuid-Korea |
| №                                            | Datum                                        | Wedstrijd                                    | Uitslag                                      | Competitie                                   | Goals                                        |                                              |
| Als speler bij Incheon United                | Als speler bij Incheon United                | Als speler bij Incheon United                | Als speler bij Incheon United                | Als speler bij Incheon United                | Als speler bij Incheon United                | Als speler bij Incheon United                |
| -------------------------------------------- | -------------------------------------------- | -------------------------------------------- | -------------------------------------------- | -------------------------------------------- | -------------------------------------------- | -------------------------------------------- |
| 1                                            | 28 mei 2018                                  | Zuid-Korea – Honduras                        | 2 – 0                                        | Vriendschappelijk                            | 72'                                          |                                              |
| 2                                            | 1 juni 2018                                  | Zuid-Korea – Bosnië en Herzegovina           | 1 – 3                                        | Vriendschappelijk                            |                                              |                                              |
| 3                                            | 7 juni 2018                                  | Zuid-Korea – Bolivia                         | 0 – 0                                        | Vriendschappelijk                            |                                              |                                              |
| 4                                            | 23 juni 2018                                 | Zuid-Korea – Mexico                          | 1 – 2                                        | WK 2018                                      |                                              |                                              |
| 5                                            | 27 juni 2018                                 | Zuid-Korea – Duitsland                       | 2 – 0                                        | WK 2018                                      |                                              |                                              |
| 6                                            | 7 september 2018                             | Zuid-Korea – Costa Rica                      | 2 – 0                                        | Vriendschappelijk                            |                                              |                                              |
| 7                                            | 11 september 2018                            | Zuid-Korea – Chili                           | 0 – 0                                        | Vriendschappelijk                            |                                              |                                              |
| 8                                            | 12 oktober 2018                              | Zuid-Korea – Uruguay                         | 2 – 1                                        | Vriendschappelijk                            |                                              |                                              |
| 9                                            | 16 oktober 2018                              | Zuid-Korea – Panama                          | 2 – 2                                        | Vriendschappelijk                            |                                              |                                              |
| 10                                           | 17 november 2018                             | Australië – Zuid-Korea                       | 1 – 1                                        | Vriendschappelijk                            |                                              |                                              |
| 11                                           | 20 november 2018                             | Oezbekistan – Zuid-Korea                     | 0 – 4                                        | Vriendschappelijk                            | 70'                                          |                                              |
| 12                                           | 11 december 2018                             | Zuid-Korea – Hongkong                        | 2 – 0                                        | EAFF 2019                                    |                                              |                                              |
| 13                                           | 15 december 2018                             | Zuid-Korea – China                           | 1 – 0                                        | EAFF 2019                                    |                                              |                                              |
| 14                                           | 18 december 2018                             | Zuid-Korea – Japan                           | 1 – 0                                        | EAFF 2019                                    |                                              |                                              |
| Als speler bij Jeonbuk Motors                |                                              |                                              |                                              |                                              |                                              |                                              |
| 15                                           | 12 september 2023                            | Saoedi-Arabië – Zuid-Korea                   | 0 – 1                                        | Vriendschappelijk                            |                                              |                                              |
| 16                                           | 13 oktober 2023                              | Zuid-Korea – Tunesië                         | 4 – 0                                        | Vriendschappelijk                            |                                              |                                              |
| 17                                           | 15 oktober 2024                              | Zuid-Korea – Irak                            | 3 – 2                                        | WK 2026 kwalificatie                         |                                              |                                              |

Bijgewerkt op 3 januari 2025.

## Erelijst
| K League 1 | 2 | 2019, 2021 |
| FA Cup     | 1 | 2022       |